# طبل الساعة الرملية

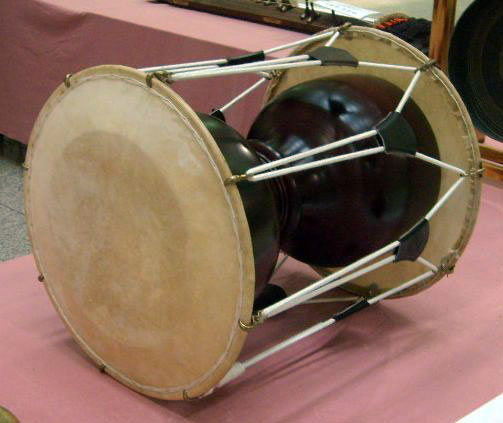
الجانغو هو طبل ساعة رملية كوري تقليدي

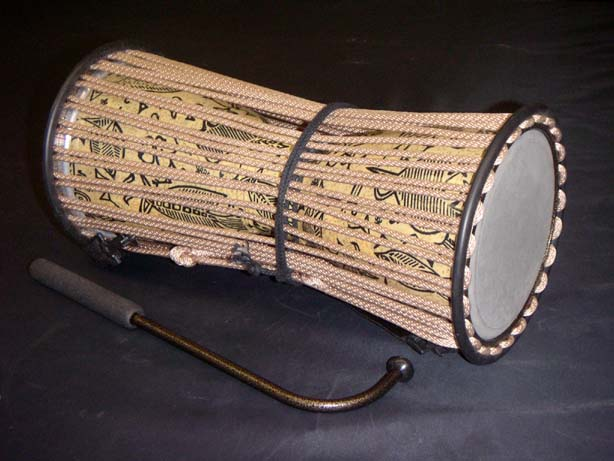
طبل متكلم من غرب إفريقيا

طبول الساعة الرملية (بالإنجليزية: Hourglass drum)‏ هو تصنيف فرعي للميمبرانوفون أو الطبل يتميز بشكله المشابه للساعة الرملية. يربط جلد الطبل بحبال لتثبيته، ويمكن تطبيق الضغط على هذه الحبال أثناء الأداء لتغيير الحدة. توجد طبول ساعة رملية في مختلف أنحاء العالم لكن طرق صنعها وأبعادها وطرق الضرب عليها تختلف.